# Baptistický sbor Na Topolce
Baptistický sbor Na Topolce je místní baptistickou církví v Praze 4. Řadí se k baptistickým sborům na českém území s více než stoletou historií.

## Historie a současnost
Počátky sboru se datují do roku 1906, kdy se do pražské čtvrti Nuslí přistěhoval Václav Štrup, člen pražského baptistického sboru. V místě jeho bydliště se brzy zformovala skupina lidí, která se posléze stala misijní stanicí pražského sboru. Již v brzkých letech své existence tato stanice působila samostatně a měla své kazatele. První oficiální kazatel sboru, Jindřich Procházka, začal ve sboru aktivně působit po svých studiích (kolem roku 1919). V roce 1920 se Jindřich Procházka stal tajemníkem Bratrské jednoty Chelčického (baptistů) a v následujícím roce ředitelem Baptistického teologického semináře. Sbor Na Topolce se pod jeho vedením v roce 1924 od svého mateřského sboru osamostatnil. V roce 1926 sbor zakoupil pozemek v dnešní ulici Na Topolce, kde si o dva roky později vybudoval svůj sborový dům s názvem Dům Smíření.
Od svých počátků si Baptistický sbor Na Topolce uchovává silnou baptistickou tradici s důrazy na Kristovo panství, svobodu svědomí a vyznání, a kongregační zřízení. Za obranu tradičních baptistických hodnot se sbor periodicky mezi svými souvěrci stával nepohodlným. Ať už jeho první kazatel (a přitom dlouholetý tajemník Bratrské jednoty Chelčického) Jindřich Procházka býval nařknut z liberalismu a přílišné tolerance, nebo později za dob komunistického režimu kazatel Petr Macek veden v nelibosti u tehdejšího vedení Bratrské jednoty baptistů za své sympatie k disentu či podpory občanských aktivit. Tato nekonformnost a neskladnost zůstala sboru i v letech svobody, kdy jako jeden z prvních ve své denominaci požadoval uskutečnění důsledné odluky církve od státu a později se usilovně zasazoval pro odmítnutí církevních restitucí. Ve druhém desetiletí 21. století bránil tradiční baptistické hodnoty jako samostatnost sboru při věroučných i morálních otázkách proti stále výrazněji se projevujícím fundamentalistickým tendencím části spektra baptistických sborů. 
Roku 2019 byl vyloučen z Bratrské jednoty baptistů, od té doby rozvíjí baptistickou tradici v České republice v právně ukotveném svazku Společenství baptistických sborů.

## Kazatelé
- 1924–1951: Jindřich Procházka
- 1940–1944: Miloslav Frič
- 1951–1964: Stanislav Švec
- 1964–1972: Petr Rudolf
- 1971–1972: Karel Kuc
- 1972–1990: Petr Macek
- 1990–1992: Petr Červinský
- 1993–2006: Ladislav Mečkovský
- 2006–2015: Jáchym Gondáš
- 2015–dosud: Jan Koukal a Lydie Kucová